# 大宮道路

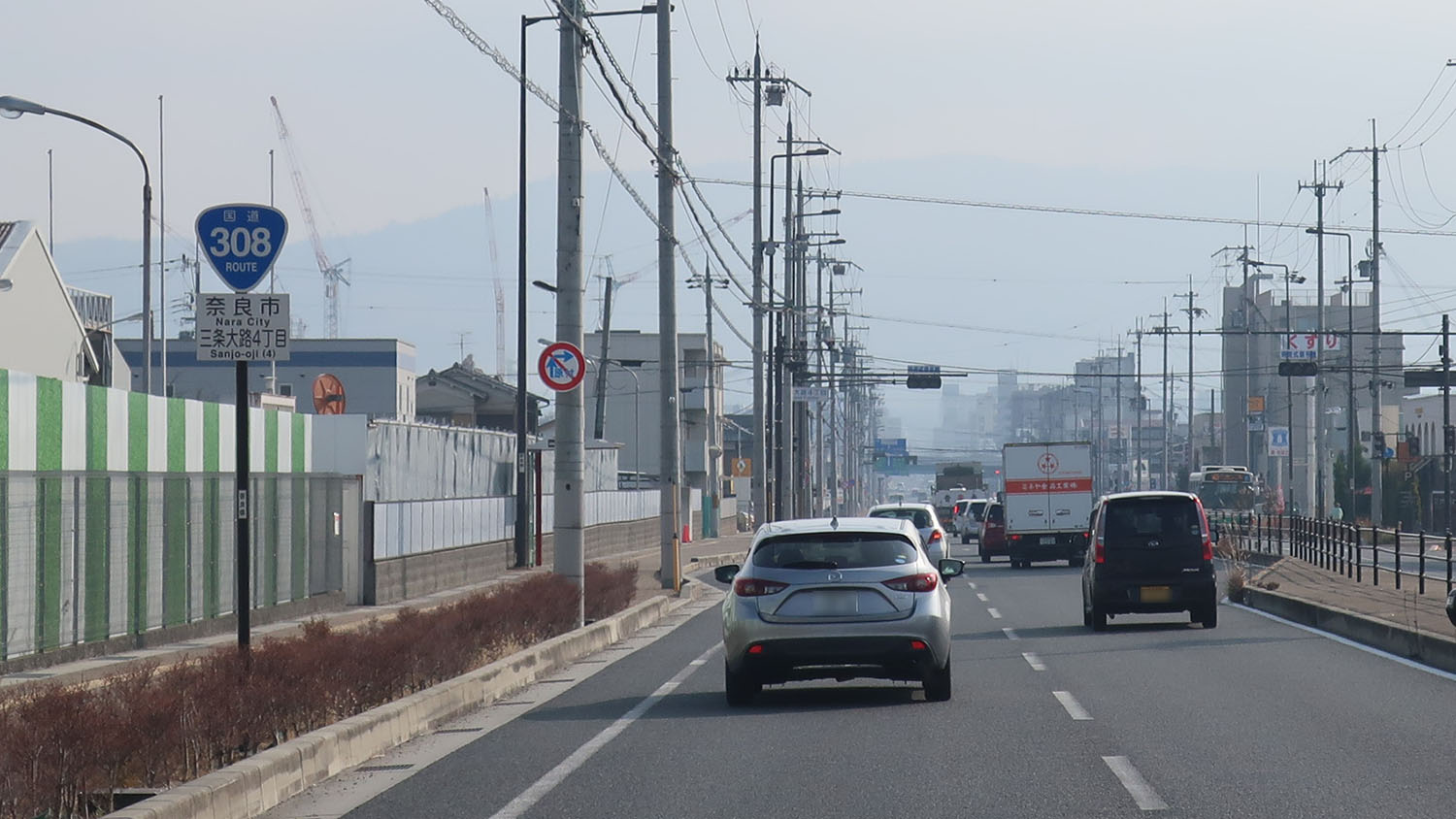
大宮道路
奈良県奈良市三条大路４丁目

大宮道路（おおみやどうろ）は、奈良県奈良市宝来から同市三条大路5丁目に至る、延長1,890mの国道308号のバイパス道路である。

## 概要
大宮通りを拡幅、立体化し、菅原－宝来間の渋滞解消を目標としている。大宮通りの近鉄橿原線跨線橋から第二阪奈有料道路／宝来ランプ手前までの区間に4車線の高架道路が続く。そして、高架道路の側道部分には、4車線の平面道路が整備され三条菅原線と直結する。
現在の道路を、大宮通りの奈良方面から大阪方面へ走ると、近鉄橿原線跨線橋を上がった地点で、高架道路と平面道路の分岐がある。高架道路はそのまま宝来ランプ手前でまで伸びている。高架から一旦地上に降り左から平面道路が合流、そのまま旧阪奈道路へと進む。現時点では、車線がポールで仕切られており、第二阪奈有料道路へは平面道路からしか入れず、高架道路からは阪奈道路にしか進入できない。ただし、第二阪奈有料道路から奈良方面へは高架道路／平面道路どちらへも進む事ができ、また、高架道路から、菅原ランプを経由して三条菅原線への分岐も可能である。
また、当初の計画では、平面8車線の予定であったが、渋滞緩和の為、4車線分を高架道路へ変更をしている。

### 路線データ
- 起点：奈良県奈良市宝来
- 終点：奈良県奈良市三条大路5丁目
- 総延長：1,890m
- 規格：第4種第1級
- 道路幅員：40.0m
- 設計速度：60km/h
- 車線数：8車線
- 総事業費：約302億円

## 沿革
- 1990年（平成2年） - 事業着手
- 2009年（平成21年）4月27日 - 高架部分（西行きのみ1車線）が暫定併用。
- 2009年（平成21年）7月8日 - 高架部分が対面通行による暫定2車線で併用開始。
- 2010年（平成22年）4月16日 - 暫定6車線（平面部分1→2車線　高架部分暫定2車線）供用開始。
- 2010年（平成22年）9月30日 - 完成8車線（平面部分4車線、高架部分4車線）供用開始。

## 位置関係
（奈良方面） - 大宮道路 - 第二阪奈有料道路 - （大阪方面）

## ICなど
- 宝来ランプ（大宮道路の高架道路から第二阪奈有料道路へは入れない）
- 菅原ランプ（高架道路から三条菅原線への分岐はあるが、三条菅原線から高架道路へは入れない）